# 二条宗基
二条 宗基（にじょう むねもと）は、江戸時代の公卿。号は後敬心院。

## 略歴
享保12年（1727年）に権大納言九条幸教の子として京に生まれる。元文3年（1738年）に二条宗熙の妹多米姫（喜子）と結婚し二条家に養子縁組する。この年、桜町天皇より今後の即位灌頂は二条家で行うようにと宸翰を得る。元文4年（1739年）正月、将軍家より諱を得るという二条家の伝統に則り、養父同様、将軍徳川吉宗から偏諱（｢宗｣の字）を授かる。
元文5年（1740年）5月28日、叙従三位。後に従一位（1752年（宝暦2年）1月10日、叙）。内大臣（1745年 - 1748年）、右大臣（1749年 - 1754年）などを歴任。宝暦4年（1754年）薨去。
寛保3年（1743年）、兄の九条稙基が子供を残さずに没したために九条家が断絶の危機となり、宗基が九条家に復籍して後を継ぎ、二条家には新たな養子を迎える案も検討された。しかし、今度は断絶の危機が九条家から二条家に変わるだけの話でしかなかったため、ほどなく消滅した（最終的には出家していた幸教の弟である尭厳が還俗して九条家を継いだ）。
桜町天皇は摂家との関係を重視して、大典侍姉小路定子が生んだ桃園天皇の「実母」を二条舎子（後の青綺門院、二条宗熙・喜子の異母姉）と定めたために、二条家は桃園天皇の外戚となり、宗基も将来が嘱望される中で28歳の若さで急死した。その一方で、他の摂家が警戒を強めていた竹内式部に師事していたことで知られ、もし宗基が健在であれば、その後の宝暦事件も異なる展開を辿っていた可能性もあった。
昭和天皇は宗基の来孫に当たる。

## 系譜
- 父：九条幸教
- 母：徳川三千君（尾張藩主・徳川吉通の長女）
- 養父：二条宗熙
- 妻：二条喜子（二条吉忠の娘）
- 妻：家女房
  - 男子：二条重良（1751-1768）
  - 男子：二条治孝（1754-1826）
  - 女子：五千姫（本願寺文如室）（1750-1809）